# Szybcy i wściekli: Tokio Drift
Szybcy i wściekli: Tokio Drift (ang. The Fast and the Furious: Tokyo Drift) – film fabularny produkcji amerykańskiej z 2006 roku.

## Fabuła
Sean Boswell, szkolny outsider, jest pasjonatem wyścigów samochodowych. Po kolejnym nielegalnym wyścigu zakończonym rozbiciem obu uczestniczących pojazdów, aby uniknąć więzienia, zostaje przez swoją matkę wysłany za granicę. Trafia do Tokio, gdzie zamieszkuje ze swoim surowym ojcem pracującym w wojsku. Przeprowadzka niczego nie zmienia – Sean odkrywa tokijski świat nielegalnych wyścigów, który coraz bardziej go pochłania. Podczas swojego pierwszego wyścigu rozbija pożyczony samochód, co staje się przyczyną wielu kłopotów. Aby sprostać swoim wymaganiom i wyplątać się z problemów, musi pokonać lokalnego króla driftingu.
Jest to trzecia część serii, jednak fabularnie jest umieszczona między szóstą a siódmą częścią.

## Obsada
- Lucas Black – Sean Boswell
- Bow Wow – Twinkie
- Nathalie Kelley – Neela
- Brian Tee – Takashi/"D.K." (Drift King)
- Sung Kang – Han-Seoul-Oh
- Jason J. Tobin – Earl
- Keiko Kitagawa – Reiko
- Leonardo Nam – Morimoto
- Nikki Griffin – Cindy
- Zachery Ty Bryan – Clay
- David V. Thomas – znajomy Claya
- Caroline de Souza Correa – Isabella
- Ashika Gogna – cheerleaderka
- Amber Stevens – cheerleaderka
- Sonny Chiba – wuj Kamata
- Stuart W. Yee – Yakuza
- Daniel Booko – znajomy Claya
- Brandon Brendel – znajomy Claya
- Vin Diesel – Dominic Toretto (gościnnie)

## Ścieżka dźwiękowa
1. Teriyaki Boyz – Tokyo Drift (Fast & Furious)
2. DJ Shadow feat. Mos Def – Six Days The Remix
3. 5.6.7.8's – The Barracuda
4. Evil Nine – Restless
5. Far * East Movement – Round Round
6. N.E.R.D – She Wants To Move
7. Teriyaki Boyz – Cho Large
8. Dragon Ash – Resound
9. Atari Teenage Riot – Speed
10. Don Omar feat. Tego Calderon – Bandaleros
11. Don Omar – Conteo
12. Brian Tyler feat. Slash – Mustang Nismo

Piosenki dodatkowe, które zostały wykorzystane w filmie, lecz nie znalazły się na płycie ze ścieżką dźwiękową:
- BT – Nitrous – 2:35
- GRITS – My Life Be Like – 3:53
- Juelz Santana – There It Go (The Whistle Song) – 3:04
- Fannypack – Hey Mami – 3:23
- Pharrell Williams feat. Daddy Yankee – Mamacita – 2:01
- Kid Rock – Bawitdaba – 3:19
- The Prodigy – You'll Be Under My Wheels – 3:53